# Hertig Mu av Qin
Hertig Mu av Qin (秦穆公; Qín Mùgōng), eller Hertig Miao (缪公; 繆公; Miàogōng) var regent från 659 f.Kr. till 621 f.Kr. över den kinesiska feodalstaten Qin under epoken Vår- och höstperioden under Östra Zhoudynastin. Hans personnamn var Ying Renhao (嬴任好). Tillsammans med hertig Xuan och hertig Cheng var hertig Mu den tredje sonen till hertig De som regerat Qin. Hertig Mu tillträdde 659 f.Kr som regent över Qin efter hertig Cheng. Hertig Mus tid som regent var staten Qins första militära storhetstid och hertig Mu var den mest framträdande av Qins regenter fram till 300-talet f.Kr. Enligt Mencius var hertig Mu en av de fem hegemoniala herrarna. Hertig Mu var gift med en prinsessa från staten Jin som var äldre syster till hertig Hui av Jin.

## Militära framgångar
Efter att ha blivit mutad av hertig Mu skickade kungen av Chu den kompetenta adelsmannen Baili Xi från staten Yu till Qin som rådgivare. Tillsammans med Jian Shu (蹇叔 ) gav Baili Xi hertig Mu rådet att stärka staten. För att flytta fram Qins position genomförde hertig Mu militära kampanjer öster ut mot staten Jin, och erövrade 645 f.Kr. allt territorium väster om Gula floden När hertig Mu anföll Jin flydde prinsarna Chong'er och Yiwu till nomadfolket Di. Hertig Mu besegrade staten Jins arme vid Hequ i dagens Shanxi, och tog därefter över försvaret av Jin genom att hjälpa den yngre prinsen Yiwu att tillträda som hertig Hui av Jin mot löftet att överlämna åtta städer i regionen Hexi (河西) till Qn. Dock bröt hertig Hui sitt löfte och gjorde uppror mot Qin. Efter både förhandlingar och strider lyckades Qins militär fängsla hertig Hui. Hertig Mu hade för avsikt att avrätta hertig Hui, men Zhoudynastins kungahus motsatte sig det. I stället fick hertig Mu det tidigare utlovade territoriet Hexi i utbyte för hans frisläppande. Qin gav därefter stöd till prins Chong'er som tog makten över Jin som hertig Wen.
Hertig Mus framgångar mot Jin gav honom mod att fortsätta erövringskriget med mål att annektera den lilla staten Zheng. Dock besegrades hertig Mus styrkor 627 f.Kr. vid Yao (殽山) efter att blivit överfallna av Jins militär som också var ute efter att erövra Zheng. År 624 f.Kr. genomförde Qin en hämndattack mot Jin och besegrade dess arme. Efter stridigheterna mot Jin ändrade hertig Mu militär strategi för att i stället anfalla mot öster, där han 623 f.Kr besegrade nomadfolket Xirong, och erövrade betydande territorium. Bedriften uppmärksammades med att Zhoudynastins kung titulerade hertig Mu som "Hegemon (霸) över Rong i väster".
År 621 f.Kr. avled hertig Mu, och efterträddes av sin son prins Ying (罃), som år 620 f.Kr. tillträddes som Hertig Kang. Tillsammans med hertig Mu begravdes även 177 mänskliga offer.